# 藤原好親
藤原 好親（ふじわら の よしちか）は、平安時代中期の貴族。藤原北家、摂政関白内大臣・藤原道隆の子。官位は従四位下・右近衛少将。

## 経歴
長徳元年（995年）の父・道隆薨去や翌長徳2年（996年）の長徳の変を通じて中関白家が没落した後に世に出ており、寛弘5年（1008年）以前に左兵衛佐、寛弘6年（1009年）右近衛少将と武官を歴任した。
寛弘8年（1011年）三条天皇の即位に際して、褰帳の女官を務めた功労により母・橘清子が正三位に叙せられたが、当初清子は子息の好親に叙位を譲る旨申し立てていたところ勅許が下りず、結局自らが叙位されることになった。また、長和2年（1013年）三条天皇の石清水行幸に際して、御綱の末を奉仕すべきところ当日姿を現さず、左兵衛佐・藤原良経が代役を務めたという。
長和5年（1016年）大宰権帥を務めていた兄弟の藤原隆家を頼って、突如として鎮西に下ろうとするが、馬を得られず断念する事件を起こしている。翌寛仁元年（1017年）まで右近衛少将を務めるが、その後出家したらしく、井手少将入道と号した。

## 官歴
- 日付不詳：左兵衛佐
- 寛弘5年（1008年）正月29日：還昇[5]
- 寛弘6年（1009年） 4月5日：右近衛少将[6]
- 寛仁元年（1017年） 11月15日?：止右近衛少将[6]

## 系譜
注記のないものは『尊卑分脈』による。
- 父：藤原道隆
- 母：橘清子（橘典侍）[1] - 一説に橘好古の娘
- 妻：不詳
- 生母不明の子女
  - 男子：喜源